# Euphorbia oatesii
Euphorbia oatesii är en törelväxtart som beskrevs av Robert Allen Rolfe. Euphorbia oatesii ingår i släktet törlar, och familjen törelväxter. Inga underarter finns listade i Catalogue of Life.